# Ctenichneumon tappanus
Ctenichneumon tappanus är en stekelart som beskrevs av Tohru Uchida 1926. Ctenichneumon tappanus ingår i släktet Ctenichneumon och familjen brokparasitsteklar. Inga underarter finns listade i Catalogue of Life.